# تکوپا (کالیفرنیا)
تکوپا (به انگلیسی: Tecopa) یک منطقهٔ مسکونی در ایالات متحده آمریکا است که در شهرستان اینیو، کالیفرنیا واقع شده‌است. تکوپا ۴۸٫۳۲۳ کیلومتر مربع مساحت و ۱۵۰ نفر جمعیت دارد و ۴۰۸ متر بالاتر از سطح دریا واقع شده‌است.